# Sołowie (sielsowiet Powiacie)
Sołowie – dawny folwark. Tereny, na których leżał, znajdują się obecnie na Białorusi, w obwodzie witebskim, w rejonie miorskim, w sielsowiecie Powiacie.

## Historia
W czasach zaborów w powiecie dzisieńskim, w guberni wileńskiej Imperium Rosyjskiego
W latach 1921–1945 folwark leżał w Polsce, w województwie wileńskim, w powiecie dziśnieńskim (od 1926 w powiecie brasławskim) w gminie Miory.
Według Powszechnego Spisu Ludności z 1921 roku zamieszkiwało tu 31 osób, 8 były wyznania rzymskokatolickiego, 16 prawosławnego a 7 mahometańskiego. Jednocześnie 8 mieszkańców zadeklarowało polską, 16 prawosławną a 7 tatarską przynależność narodową. Były tu 4 budynki mieszkalne. W 1931 w 3 domach zamieszkiwało 27 osób.
Wierni należeli do parafii rzymskokatolickiej w Miorach i prawosławnej w Czeressie. Miejscowość podlegała pod Sąd Grodzki w Drui i Okręgowy w Wilnie; właściwy urząd pocztowy mieścił się w Miorach.